# Coleophora distinctella
Coleophora distinctella é uma espécie de mariposa do gênero Coleophora pertencente à família Coleophoridae.